# Rosthuvad sångare
Rosthuvad sångare (Scepomycter winifredae) är en afrikansk fågel i tättingfamiljen cistikolor. Den förekommer enbart i bergsskogar i östra Tanzania. 

## Utseende och läten
Ulugurusångare är en medelstor (13–15 cm) sångare. Ovansidan är enfärgat olivbrun med marginellt mörkare stjärt och vingar. På ansiktet, strupen och bröstet är den djupt roströd eller hennaröd, med beigefärgad marmorering på buk, flanker och undergump. Honan är mattare färgad än hanen. Sången består av  utomordentligt genomträngande visslingar som vanligen utförs i duett mellan könen.
Underarten rubehoensis, tidigare behandlad som egen art, är mer tydligt fläckad under och har en proportionellt något längre näbb.

## Utbredning och systematik
Ulugurusångare förekommer i bergsskogar i östra Tanzania och delas in i två distinkta underarter med följande utbredning:
- Scepomycter winifredae winifredae – Ulugurubergen
- Scepomycter winifredae rubehoensis – Ukaguru- och Rubehobergen

Underarten rubehoensis beskrevs ursprungligen som egen art, men behandlas vanligen som underart till rosthuvad sångare.

### Familjetillhörighet
Cistikolorna behandlades tidigare som en del av den stora familjen sångare (Sylviidae). Genetiska studier har dock visat att sångarna inte är varandras närmaste släktingar. Istället är de en del av en klad som även omfattar timalior, lärkor, bulbyler, stjärtmesar och svalor. Idag delas därför Sylviidae upp i ett antal familjer, däribland Cisticolidae.

## Levnadssätt
Ulugurusångaren är en skogslevande fågel som hittas i hög och tät örtvegetation, framför allt i gläntor och gallrad skog. Den rör sig konstant genom undervegetationen i par, upp till sex meter ovan mark.

## Status och hot
Arten har ett litet och fragmenterat utbredningsområde. Den tros också minska i antal till följd av habitatförstörelse. Internationella naturvårdsunionen IUCN placerar den i hotkategorin nära hotad. Världspopulationen uppskattas till mellan 300 och 1000 vuxna individer.

## Namn
Fågelns vetenskapliga artnamn hedrar Winifred Muriel Moreau (1891-1981), fru till engelska ornitologen Reginald Moreau. Tidigare kallades den winifredsångare även på svenska, men justerades 2023 till ett mer informativt namn av BirdLife Sveriges taxonomikommitté.